# Česká extraliga v házené mužů 2020/2021
Sezóna 2020/2021 byla 28. ročníkem České extraligy, nejvyšší české ligové soutěže v házené mužů.
Titul z předchozího roku nikdo neobhajoval, kvůli koronavirové pandemii se nedohrála základní část ani se neodehrálo play-off.
Prvenství získal tým SSK Talent M.A.T. Plzeň, který ve finále porazil tým HCB OKD Karviná v sérii 3:2 na zápasy.

## Účastníci
V sezóně 2019/20 se České extraligy zúčastnilo 12 klubů. Z předchozí sezóny se z extraligy nesestupovalo ani se do ní nepostupovalo.
| Tým                      | Město         | Stadion                         |
| ------------------------ | ------------- | ------------------------------- |
| SHC Maloměřice Brno      | Brno          | Sportovní hala Maloměřice       |
| SKKP Handball Brno       | Brno          |                                 |
| HC ROBE Zubří            | Zubří         | ROBE Aréna                      |
| TJ Sokol Nové Veselí     | Nové Veselí   | Sportovní hala Městyse          |
| SSK Talent M.A.T. Plzeň  | Plzeň         | Městská sportovní hala Plzeň    |
| TJ Cement Hranice        | Hranice       |                                 |
| Pepino SKP Frýdek-Místek | Frýdek-Místek | Hala SŠED Pionýrů 2069          |
| HK FCC Město Lovosice    | Lovosice      |                                 |
| KH Kopřivnice            | Kopřivnice    | Sportovní hala ZŠ Emila Zátopka |
| HBC Ronal Jičín          | Jičín         | Městská sportovní hala Jičín    |
| HCB OKD Karviná          | Karviná       | Hala STARS Karviná              |
| HC Dukla Praha           | Praha         | Hala Juliska                    |

## Výsledky

### Tabulka základní části
| Poř. | Tým                      | Z  | V  | R | P  | VG  | OG  | B  | Pozn.     |
| ---- | ------------------------ | -- | -- | - | -- | --- | --- | -- | --------- |
| 1    | HCB Karviná              | 22 | 18 | 0 | 4  | 690 | 544 | 36 | Play-off  |
| 2    | M.A.T. Plzeň             | 22 | 16 | 1 | 5  | 673 | 583 | 33 | Play-off  |
| 3    | Dukla Praha              | 22 | 14 | 2 | 6  | 663 | 595 | 30 | Play-off  |
| 4    | HK FCC Město Lovosice    | 22 | 12 | 3 | 7  | 661 | 635 | 27 | Play-off  |
| 5    | Pepino SKP Frýdek-Místek | 22 | 11 | 1 | 10 | 631 | 627 | 23 | Play-off  |
| 6    | HBC Ronal Jičín          | 22 | 11 | 1 | 10 | 595 | 570 | 23 | Play-off  |
| 7    | KH ISMM Kopřivnice       | 22 | 10 | 2 | 10 | 625 | 609 | 22 | Play-off  |
| 8    | HC ROBE Zubří            | 22 | 10 | 2 | 10 | 585 | 598 | 22 | Play-off  |
| 9    | SKKP Handball Brno       | 22 | 8  | 3 | 11 | 566 | 585 | 19 | O udržení |
| 10   | TJ Cement Hranice        | 22 | 6  | 3 | 13 | 524 | 565 | 15 | O udržení |
| 11   | Sokol Nové Veselí        | 22 | 2  | 4 | 16 | 527 | 625 | 8  | O udržení |
| 12   | SHC Maloměřice Brno      | 22 | 3  | 0 | 19 | 508 | 712 | 6  | O udržení |

|  | Postup do play-off |
|  | Skupina o udržení  |

## Vyřazovací část (play-off)
|  | Čtvrtfinále       | Čtvrtfinále     |             |              | Semifinále      | Semifinále  |  |  | Finále | Finále |
|  |                   |                 |             |              |                 |             |  |  |        |        |
|  |                   |                 |             |              |                 |             |  |  |        |        |
|  |                   |                 |             |              |                 |             |  |  |        |        |
|  | (1) Karviná       | 3               |             |              |                 |             |  |  |        |        |
|  | (1) Karviná       | 3               |             |              |                 |             |  |  |        |        |
|  | (8) Zubří         | 2               |             |              |                 |             |  |  |        |        |
|  | (8) Zubří         | 2               | (1) Karviná | 3            |                 |             |  |  |        |        |
|  |                   |                 | (1) Karviná | 3            |                 |             |  |  |        |        |
|  |                   | (4) Lovosice    | 1           |              |                 |             |  |  |        |        |
|  | (4) Lovosice      | (4) Lovosice    | 1           | 3            |                 |             |  |  |        |        |
|  | (4) Lovosice      |                 |             | 3            |                 |             |  |  |        |        |
|  | (5) Frýdek-Místek | 1               |             |              |                 |             |  |  |        |        |
|  | (5) Frýdek-Místek | 1               | (1) Karviná | 2            |                 |             |  |  |        |        |
|  |                   |                 | (1) Karviná | 2            |                 |             |  |  |        |        |
|  |                   | (2) Plzeň       | 3           |              |                 |             |  |  |        |        |
|  | (2) Plzeň         | (2) Plzeň       | 3           | 3            |                 |             |  |  |        |        |
|  | (2) Plzeň         |                 |             | 3            |                 |             |  |  |        |        |
|  | (7) Kopřivnice    | 1               |             |              |                 |             |  |  |        |        |
|  | (7) Kopřivnice    | 1               | (2) Plzeň   | 3            | Třetí místo     | Třetí místo |  |  |        |        |
|  |                   |                 | (2) Plzeň   | 3            | Třetí místo     | Třetí místo |  |  |        |        |
|  |                   | (3) Dukla Praha | 2           |              |                 |             |  |  |        |        |
|  | (3) Dukla Praha   | (3) Dukla Praha | 2           | 3            | (3) Dukla Praha | 3           |  |  |        |        |
|  | (3) Dukla Praha   |                 |             | 3            | (3) Dukla Praha | 3           |  |  |        |        |
|  | (6) Jičín         | 0               |             | (4) Lovosice | 0               |             |  |  |        |        |
|  | (6) Jičín         | 0               |             |              | 0               |             |  |  |        |        |
|  |                   |                 |             |              |                 |             |  |  |        |        |
|  |                   |                 |             |              |                 |             |  |  |        |        |

Čtvrtfinále
| Tým 1                 | Série | Tým 2                    | Zápasy | Zápasy | Zápasy | Zápasy | Zápasy |
| --------------------- | ----- | ------------------------ | ------ | ------ | ------ | ------ | ------ |
| HCB OKD Karviná       | 3:2   | HC ROBE Zubří            | 37:30  | 29:30  | 29:28  | 23:24  | 29:24  |
| HK FCC Město Lovosice | 3:1   | Pepino SKP Frýdek-Místek | 36:20  | 33:26  | 33:35  | 32:27  |        |
| M.A.T. Plzeň          | 3:1   | KH ISMM Kopřivnice       | 29:22  | 32:24  | 26:28  | 31:29  |        |
| Dukla Praha           | 3:0   | HBC Ronal Jičín          | 37:25  | 32:25  | 35:29  |        |        |

Semifinále
| Tým 1           | Série | Tým 2                 | Zápasy | Zápasy | Zápasy | Zápasy | Zápasy |
| --------------- | ----- | --------------------- | ------ | ------ | ------ | ------ | ------ |
| HCB OKD Karviná | 3:1   | HK FCC Město Lovosice | 29:30  | 31:28  | 33:23  | 32:28  |        |
| M.A.T. Plzeň    | 3:2   | Dukla Praha           | 31:23  | 32:31  | 27:29  | 25:32  | 34:31  |

O bronz
| Tým 1       | Série | Tým 2                 | Zápasy | Zápasy | Zápasy | Zápasy | Zápasy |
| ----------- | ----- | --------------------- | ------ | ------ | ------ | ------ | ------ |
| Dukla Praha | 3:0   | HK FCC Město Lovosice | 30:27  | 40:26  | 30:26  |        |        |

Finále
| Tým 1           | Série | Tým 2        | Zápasy | Zápasy | Zápasy | Zápasy | Zápasy |
| --------------- | ----- | ------------ | ------ | ------ | ------ | ------ | ------ |
| HCB OKD Karviná | 2:3   | M.A.T. Plzeň | 27:26  | 30:31  | 22:24  | 27:26  | 23:27  |

## Skupina o 5.–8.místo
1. kolo
| Tým 1                        | Série | Tým 2                  | Zápasy | Zápasy |
| ---------------------------- | ----- | ---------------------- | ------ | ------ |
| (5) Pepino SKP Frýdek-Místek | 1-0-1 | (8) HC ROBE Zubří      | 34:33  | 37:38  |
| (6) HBC Ronal Jičín          | 0-1-1 | (7) KH ISMM Kopřivnice | 25:25  | 31:34  |

O 5. místo
| Tým 1                  | Série | Tým 2             | Zápasy | Zápasy |
| ---------------------- | ----- | ----------------- | ------ | ------ |
| (7) KH ISMM Kopřivnice | 1-0-1 | (8) HC ROBE Zubří | 26:31  | 31:33  |

O 7. místo
| Tým 1                        | Série | Tým 2               | Zápasy | Zápasy |
| ---------------------------- | ----- | ------------------- | ------ | ------ |
| (5) Pepino SKP Frýdek-Místek | 0-0-2 | (6) HBC Ronal Jičín | 30:31  | 31:34  |

## Skupina o udržení
Do skupiny o udržení si týmy přenesly body ze základní části.
| Poř. | Tým                 | Z | V | R | P | VG  | OG  | B  | Pozn. |
| ---- | ------------------- | - | - | - | - | --- | --- | -- | ----- |
| 1    | SKKP Handball Brno  | 6 | 3 | 1 | 2 | 167 | 160 | 26 |       |
| 2    | TJ Cement Hranice   | 6 | 2 | 1 | 3 | 160 | 171 | 20 |       |
| 3    | Sokol Nové Veselí   | 6 | 5 | 0 | 1 | 176 | 161 | 18 |       |
| 4    | SHC Maloměřice Brno | 6 | 1 | 0 | 5 | 156 | 167 | 8  | Baráž |

## Konečné umístění
| Zlatá medaile    | SSK Talent M.A.T. Plzeň  |
| Stříbrná medaile | HCB OKD Karviná          |
| Bronzová medaile | HC Dukla Praha           |
| 4                | HK FCC Město Lovosice    |
| 5                | HC ROBE Zubří            |
| 6                | KH ISMM Kopřivnice       |
| 7                | HBC Ronal Jičín          |
| 8                | Pepino SKP Frýdek-Místek |
| 9                | SKKP Handball Brno       |
| 10               | TJ Cement Hranice        |
| 11               | Sokol Nové Veselí        |
| 12               | SHC Maloměřice Brno      |

## Baráž
Nehrála se, protože se neodehrála sezóna 2. nejvyšší soutěže. Extraligový status tedy týmu SHC Maloměřice Brno zůstal i pro další sezónu.